# تپه کهنه ده دره سور
تپه کهنه ده دره سور مربوط به سدهٔ ۶ تا ۸ ه.ق است و در شهرستان اشنویه، بخش مرکزی، دهستان اشنویه شمالی، روستای گندویلا واقع شده و این اثر در تاریخ ۲۸ شهریور ۱۳۸۶ با شمارهٔ ثبت ۱۹۶۲۳ به‌عنوان یکی از آثار ملی ایران به ثبت رسیده است.